# Bemposta (Penamacor)
Bemposta era una freguesia portuguesa del municipio de Penamacor, distrito de Castelo Branco.

## Historia
Fue suprimida el 28 de enero de 2013, en aplicación de una resolución de la Asamblea de la República portuguesa promulgada el 16 de enero de 2013 al unirse con la freguesia de Pedrógão de São Pedro, formando la nueva freguesia de Pedrógão de São Pedro e Bemposta.